# Sonic X (комиксы)
Sonic X (рус. Соник Икс) — серия американских комиксов, издаваемая с сентября 2005 года по ноябрь 2008 года компанией Archie Comics и основанная на одноимённом аниме. Является спин-оффом комикса Sonic the Hedgehog.

## Сюжет
В отличие от других комиксов серии, действие Sonic X происходит на Земле. Некоторые сюжетные линии связывают между собой серии аниме и игр.
С 1 по 7 номер сюжет происходит между играми Sonic Adventure и Sonic Adventure 2, после них до 14 выпуска рассказывается о роботе Эмерле, о герое из Sonic Battle. Его поселяют в доме Торндайков. До 22 выпуска сюжет происходит вокруг других персонажах комикса. В это время против Соника и его друзей создаётся тайная организация «S.O.N.I.C.X» («The Society for Observing and Neutralizing Inter-dimensional Creatures and Xenomorphs» (рус. Общество для наблюдения и нейтрализации межпространственных существ и ксеноморфов), которая собирается уничтожить ежа, в связи с тем, что они разрушили их жизнь и карьеру в той или иной форме. Сам Соник принял организацию как свой фан-клуб.
В последнем, 40 номере комикса появляются Шэдоу и Метал Соник, где последний подчиняется Доктору Эггману и нападает на Соника. После битвы они с помощью Хаос Контроля отправляются в другой мир, оставив Соника и его друзей в покое.

## История
Первый выпуск комикса был выпущен в сентябре 2005 года и был основан на американской версии аниме Соник Икс. Первоначально Archie Comics планировало выпустить 4 части, однако из-за положительной реакции фанатов журнал получил продолжение. Последний номер был выпущен в ноябре 2008 года. Некоторые номера комикса были выпущены в журнале Jetix, в Великобритании.
В создании журнала принимали участие люди, работавшие над комиксом Sonic the Hedgehog. Сюжет был написан Джо Эдкиным, но в 16 и 17 номерах ответственный за сюжетную линию был Ян Флинн. Комиксы рисовали Тим Смит III, Трейси Ярдли, Дэвид Хатчинсон и Стивен Батлер.